# Harburg (Schwaben)
Harburg (Schwaben) – miasto w Niemczech, w kraju związkowym Bawaria, w rejencji Szwabia, w regionie Augsburg, w powiecie Donau-Ries. Leży częściowo na terenie Parku Natury Dolina Altmühl, około 10 km na północny zachód od Donauwörth, nad Wörnitz, przy drodze B25 i linii kolejowej Aalen - Donauwörth.

## Zabytki
Ponad miastem stoi zamek Harburg z zabudową z przełomu XI/XII wieku. Współcześnie w większości jest zachowany stan z XVIII wieku. Należy do książęcej rodziny Oettingen-Wallerstein.

## Dzielnice
W skład miasta wchodzą następujące dzielnice:
- Brünsee (z Marbach)
- Ebermergen
- Großsorheim (z Möggingen)
- Heroldingen (z Schrattenhofen)
- Hoppingen
- Mauren (z Spielberg)
- Mündling
- Ronheim (z Katzenstein i Sonderhof)
- Stadelhof

## Polityka
Burmistrzem miasta jest Christoph Schmidt, rada miasta składa się z 20 osób.
|      | CSU | SPD | PWG/BG/FW | WG Mündling | JB | WG Mauren | Razem |
| 2008 | 7   | 4   | 4         | 2           | 1  | 2         | 20    |
| 2002 | 8   | 5   | 3         | 2           | 1  | 1         | 20    |